# Chrysochou
Chrysochou (in greco Χρυσοχού?; in turco Hirsofu) è una comunità (in greco κοινότητα?, koinótita) e un villaggio nel distretto di Paphos a Cipro, situato a 3 km a sud di Polis Chrysochous.

## Geografia fisica
Il villaggio si trova a un'altitudine di 30 metri sul livello del mare. Confina a nord con Polis Chrysochous, a est con Steni Paphos, a sud con Karamoullides e Goudi Paphos e a sud-ovest con Droushia. Chrysochou si affaccia sul golfo omonimo.

## Origini del nome
Secondo Jack Goodwin, il nome del villaggio deriva dal suo primo abitante, che era un orafo. Inoltre, il nome del villaggio viene interpretato come "terra d'oro". Nel 1958 i turco-ciprioti hanno dato al villaggio il nome di Altıncık, che significa "piccolo oro".

## Società

### Evoluzione demografica

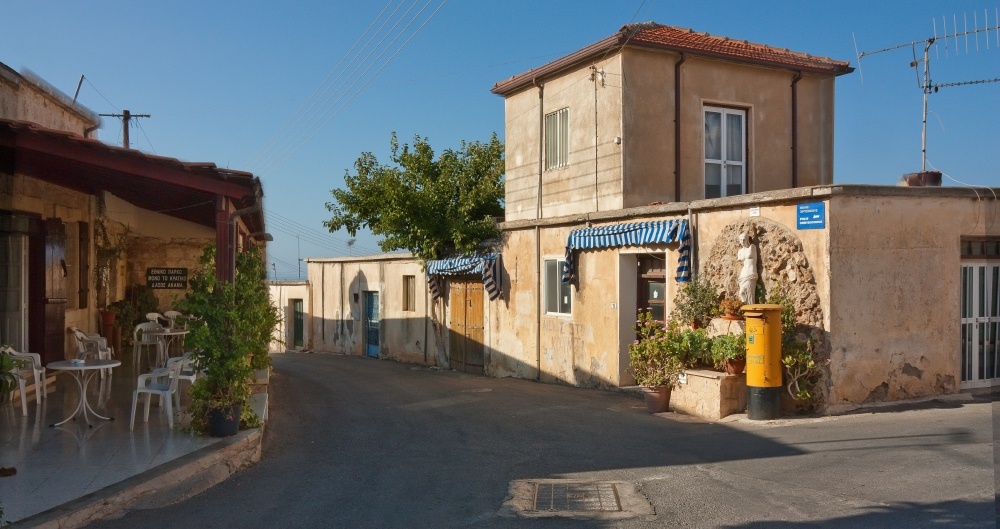
Una strada del paese

Secondo i censimenti della popolazione condotti a Cipro, la popolazione del villaggio ha subito fluttuazioni.
Chrysochou era un villaggio turco-cipriota fin dai tempi dell'impero ottomano. Durante il periodo dei disordini interetnici (1963-64) Chrysochou era un centro di accoglienza per i turco-ciprioti provenienti dai villaggi di Loukrunou, Lapithiou e Polis. Alcuni di loro hanno continuato a rimanere a Chrysochou anche dopo la fine dei disordini. Dopo l'invasione turca del 1974, tutti i residenti turco-ciprioti del villaggio si trasferirono nella parte settentrionale di Cipro. La maggior parte di loro si è stabilita a Katokopia, Nikitas e Morfou. Alcuni si sono stabiliti a Masari e Famagosta. Rifugiati greco-ciprioti provenienti dalla parte settentrionale di Cipro si sono stabiliti a Chrysochou.